# Chris Christie
Christopher James «Chris» Christie (Newark, Nueva Jersey, 6 de septiembre de 1962) es un abogado y político estadounidense perteneciente al Partido Republicano. Ocupó el cargo de gobernador del estado de Nueva Jersey entre 2010 y 2018, cargo para el que fue elegido en noviembre de 2009. 
Tras la derrota de Mitt Romney en las elecciones de noviembre de 2012, el nombre de Christie, entre otros gobernadores exitosos, se mencionó con insistencia como figura de recambio en un Partido Republicano que  necesitaba desesperadamente una nueva imagen; si bien se le cuestionó mucho por haber alabado la gestión de Barack Obama ante los estragos ocasionados por el Huracán Sandy.